# Glaignes
Glaignes is een gemeente in het Franse departement Oise (regio Hauts-de-France) en telt 377 inwoners (1999). De plaats maakt deel uit van het arrondissement Senlis.

## Geografie
De oppervlakte van Glaignes bedraagt 5,4 km², de bevolkingsdichtheid is 69,8 inwoners per km².
De onderstaande kaart toont de ligging van Glaignes met de belangrijkste infrastructuur en aangrenzende gemeenten.

## Demografie
Onderstaande figuur toont het verloop van het inwonertal (bron: INSEE-tellingen).